# Morwell
Morwell – miasto w Australii, w stanie Wiktoria, w regionie Gippsland, około 150 km na wschód od Melbourne. Około 13 tys. mieszkańców. Centrum energetyczne Wiktorii, w pobliżu miasta znajduje się wielka kopalnia odkrywkowa węgla brunatnego oraz elektrownia. Centrum administracyjne rejonu La Trobe, położone jest przy drodze Princes Highway.
Jednym z pierwszych Europejczyków przebywających w rejonie Morwell był w 1841 roku Paweł Edmund Strzelecki.

## Linki zewnętrzne

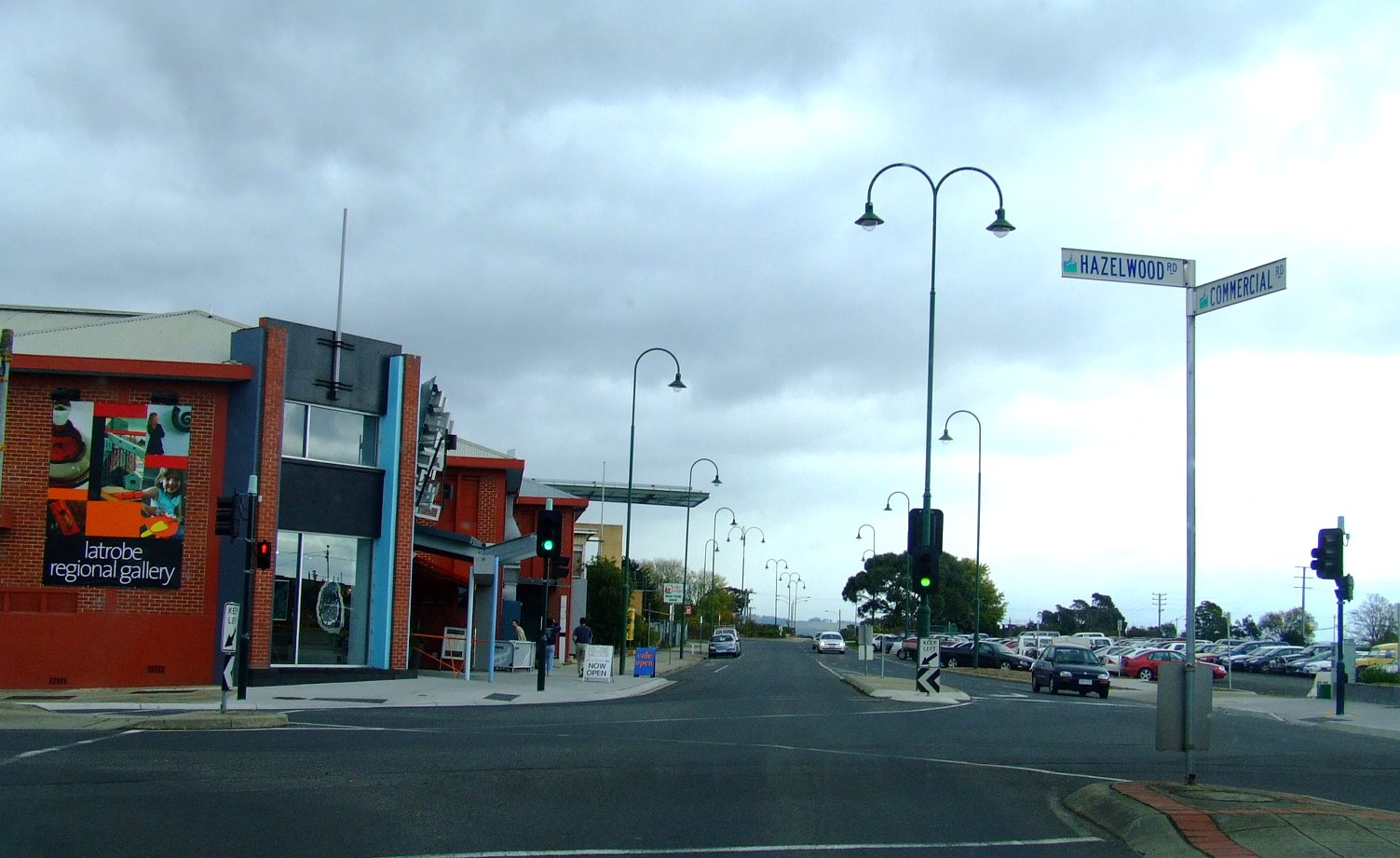
Morwell